# Godočelje
Godočelje este un sat din comuna Petnjica, Muntenegru. Conform datelor de la recensământul din 2003, localitatea are 229 de locuitori (la recensământul din 1991 erau 284 de locuitori).

## Demografie
În satul Godočelje locuiesc 172 de persoane adulte, iar vârsta medie a populației este de 37,3 de ani (37,9 la bărbați și 36,8 la femei). În localitate sunt 61 de gospodării, iar numărul mediu de membri în gospodărie este de 3,75.
|  |

| Demografie | Demografie | Demografie |
| An         | Locuitori  | Locuitori  |
| ---------- | ---------- | ---------- |
|            |            |            |
|            |            |            |
|            |            |            |
|            |            |            |
| 1948       | 273        |            |
| 1953       | 292        |            |
| 1961       | 335        |            |
| 1971       | 354        |            |
| 1981       | 354        |            |
| 1991       | 284        | 259        |
| 2003       | 343        | 229        |

| \| Componența etnică conform recensământului din 2003[2] \| Componența etnică conform recensământului din 2003[2] \| Componența etnică conform recensământului din 2003[2] \| Componența etnică conform recensământului din 2003[2] \| Componența etnică conform recensământului din 2003[2] \| \| ----------------------------------------------------- \| ----------------------------------------------------- \| ----------------------------------------------------- \| ----------------------------------------------------- \| ----------------------------------------------------- \| \| \| \| \| \| \| \| Bosniaci \| Bosniaci \| \| 224 \| 97,81% \| \| Musulmani \| Musulmani \| \| 4 \| 1,74% \| \| Muntenegreni \| Muntenegreni \| \| 1 \| 0,43% \| \| necunoscută \| necunoscută \| \| 0 \| 0% \| |              |  |     |        |
| Componența etnică conform recensământului din 2003 |              |  |     |        |
| |              |  |     |        |
| Bosniaci | Bosniaci     |  | 224 | 97,81% |
| Musulmani | Musulmani    |  | 4   | 1,74%  |
| Muntenegreni | Muntenegreni |  | 1   | 0,43%  |
| necunoscută | necunoscută  |  | 0   | 0%     |